# Carol Szathmari

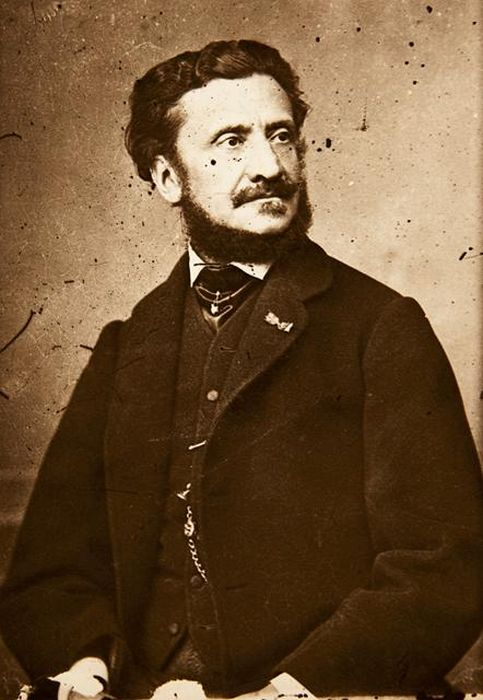
Carol Szathmari.

Carol Szathmari (húngaro: Szathmáry Pap Károly; rumano: Carol Popp de Szathmary; 11 de enero de 1812 Kolozsvár – 3 de julio de 1887 Bucarest) fue un pintor, litógrafo y fotógrafo de origen austrohúngaro. Es considerado el primer fotógrafo de combate en el mundo por sus imágenes de los campos de batalla tomadas durante el primer año de la guerra ruso-turca, más tarde conocida como la Guerra de Crimea.

## Vida

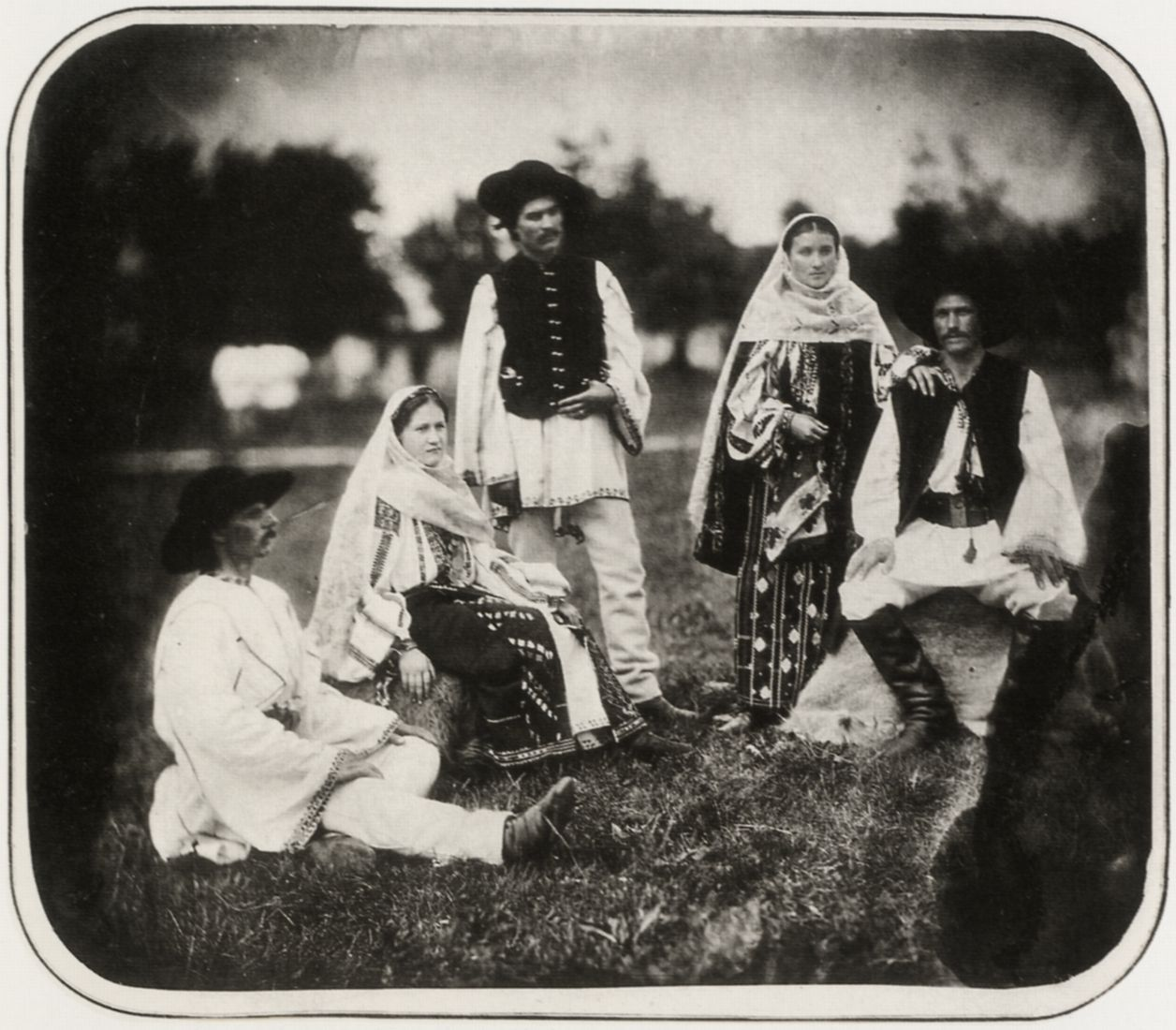
Carol Szathmari: Trachtengruppe en Campulung (Grupo de disfrazados en Campulung), 1866

Szathmary nació en la ciudad de Kolozsvár (hoy Cluj-Napoca, Rumania), Transilvania en 1812. Inicialmente, estudió derecho en el Colegio Reformado de Cluj. A la edad de dieciocho años se había mudado a Bucarest. Estudió pintura desde 1832 hasta 1834 en Roma, y al regresar a Bucarest fue frecuentemente comisionado para crear pinturas para los boyardos valacos. Más tarde alcanzaría notoriedad como artista oficial de la corte real rumana. Pasó la mayor parte de su vida en Bucarest, donde murió en 1887. 

## Carrera

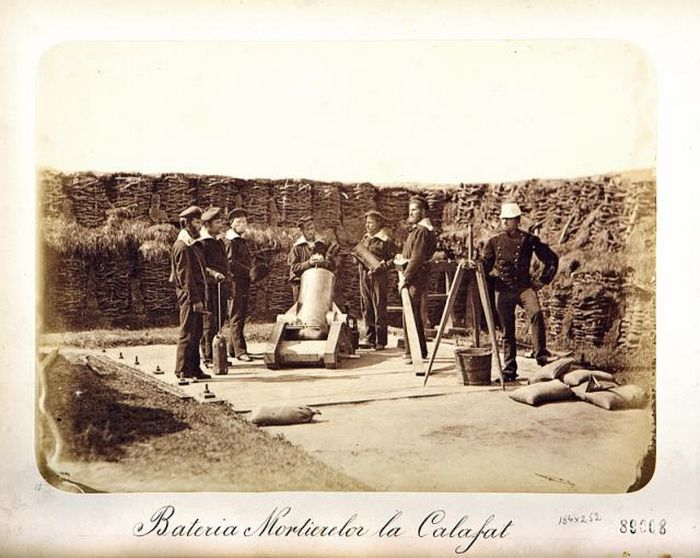
Carol Szathmari: Bateria Mortierelor la Calafat (batería de mortero de Calafat), circa 1877

En 1848 tomó su primera fotografía, usando el proceso de talbotipo, de una estatua de Cupido que tenía dos brazos rotos. En 1850 ya había aprendido lo suficiente el proceso fotográfico para abrir un estudio fotográfico comercial en Bucarest. 
Entre sus clientes para retratos en su estudio de Bucarest se encontraban oficiales militares rusos y turcos de alto nivel. Estas conexiones le permitieron acceder a los campamentos militares de ambos lados en Valaquia, de la batalla que se conocería como la guerra de Crimea. En 1853, usando un carro especialmente equipado con una habitación oscura para procesar placas de vidrio con colodión húmedo, fue a las orillas del río Danubio y a otros lugares, paisajes, fortificaciones y campos de batalla, donde fotografió a varias tropas, tanto turcas como rusas, sus equipos y sus oficiales al mando.
Exhibió sus fotos, encuadernadas en un álbum, en la Exposición Universal de 1855. Por su trabajo presentado en la exposición, recibió la medalla de segunda clase.
En julio del mismo año, presentó copias de su trabajo a la reina Victoria durante una reunión privada en el castillo de Osborne, en la isla de Wight, y ella le otorgó una medalla de oro en reconocimiento de su trabajo.
 

También se reunió en privado en 1855 con el emperador Napoleón III, con un artículo en Lumiere, la publicación de la Sociedad fotográfica francesa que describe la reunión: 
 "M. de Szathmari, el habilidoso fotógrafo de Bucarest, cuya llegada ya anunciamos, tuvo el honor de ser recibido por el Emperador el miércoles por la noche. Su Majestad quería ver todas las fotos encuadernadas en su magnífico álbum; estaba bastante interesado por los retratos de los generales rusos y turcos. Como testigo ocular de tantos eventos relacionados con la Guerra Oriental, y en estrecho contacto con la mayoría de los que se distinguieron en esa gran pelea, el Sr. de Szathmari pudo dar detalles interesantes a Su Majestad. Al aceptar su homenaje, el Emperador felicitó al autor de esta interesante colección ". 
 El mismo año, presentó dos álbumes de 95 páginas de sus fotografías al emperador Franz Josef I.
En febrero de 1860, recibió el encargo de producir una litografía de un mapa de Valaquia, basado en el primer estudio geográfico detallado del área que habían hecho los austriacos durante la guerra de Crimea.
En 1863, el gobernante rumano Alexandru Ioan Cuza y el primer rey de Rumania, Carol I de Rumania, le dieron el título de pintor y fotógrafo de la corte del príncipe gobernante.
En 2012, el Museo Nacional Cotroceni de Bucarest organizó una exposición retrospectiva de 400 de sus pinturas y fotografías, en celebración del 200 aniversario de su nacimiento.

## Colecciones
Tres de las fotografías de Szathmari están incluidas en la colección del Museo Internacional de Fotografía y Cine del George Eastman House, en Rochester, Nueva York: "El campamento de los lanceros rusos en Craiova", "El bombardeo de Silistra" y el retrato del teniente general Soimonoff, comandante de la 104a división rusa, matado en la batalla de Inkermann.
La Colección Real de Londres, Inglaterra, contiene un álbum de fotografías que Szathmari presentó personalmente a la Reina Victoria alrededor de 1855.
La Biblioteca Nacional de Rumania contiene muchas de las fotografías de Szathmari, incluido su trabajo de retratos comerciales, en una colección titulada Carol Pop de Szathmari.